# Дело для начинающего палача
«Дело для начинающего палача» (чеш. Případ pro začínajícího kata) — чехословацкий художественный чёрно-белый фильм 1969 года, снятый Павлом Юрачеком и ставший его третьей и последней режиссёрской работой. Фильм, считающийся ярким представителем новой волны чехословацкого кино, использует мотивы третьей книги «Путешествий Гулливера» о посещении Гулливером летающего острова Лапута и страны Бальнибарби. В начальных титрах фильма говорится: «Если соотечественники Джонатана Свифта сочтут, что после этого фильма Свифт перевернётся в гробу, я приношу им свои извинения».
Работа над сценарием фильма была начата Юрачеком во время службы в армии в начале 1960-х годов, о чём свидетельствуют записи в его «Дневнике», где фильм упоминается под рабочим названием «Гулливер». Премьера фильма состоялась 3 июля 1970 года. Вскоре после выхода фильма он был запрещён и пролежал «на полке» двадцать лет, а сам Юрачек в 1974 году был вынужден покинуть ЧССР.

## Сюжет
Мужчина, путешествующий на машине по пустынной загородной местности, видит на дороге шлагбаум и едет в объезд. В лесу на крутом спуске его машина падает с обрыва, а сам он, идя пешком, натыкается на дороге на труп одетого зайца, из костюма которого достаёт карманные часы. Затем он приходит к заброшенному дому, вызывающему у него воспоминания о детстве, в том числе об утонувшей девушке по имени Маркета. В этом доме он попадает в волшебную страну Бальнибарби, где его принимают за Гулливера. Он знакомится с жителями страны и переживает ряд абсурдных приключений, в том числе подготовку к казни на гильотине, от которой чудом спасается. Время от времени под разными именами и в разных ситуациях он встречает девушку-блондинку, которую принимает за Маркету из своих воспоминаний, однако она отрицает, что знает его. Пытаясь познакомиться с блондинкой, герой при этом наутро оказывается в одной постели с другой девушкой, брюнеткой Доминикой, от которой стремится убежать.
Столица Бальнибарби находится на летающем острове Лапута, куда герой неожиданно получает приглашение и попадает туда через проход в башне. На Лапуте он встречает людей, представляющихся министрами, и ожидает встретить короля Матеуша, о котором слышал в Бальнибарби. Оказывается, однако, что король уже одиннадцать лет не живёт на Лапуте, потому что уехал в Монако, где работает швейцаром в гостинице. Герой возвращается в Бальнибарби и со временем покидает её на телеге, которую ведёт сельский дурачок.

## В ролях
- Любомир Костелка — Гулливер
- Клара Ернекова — Маркета
- Милена Загрыновска — Доминика
- Славка Будинова — Вильма
- Радован Лукавский — профессор
- Виктор Маурер
- Йиржина Йираскова
- Наташа Голлова
- Вера Фербасова  — Мунодиова

## Награды
- 1990 — 4-й Фестиваль чешских фильмов в Пльзене — почётный приз (ex aequo)[6]

## Отзывы
Критики отмечали сочетание абсурда и сюрреализма в фильме: так, Джонатан Оуэн пишет о том, что фильм Юрачека «раскрывает Абсурдизм в сердце Сюрреального»:50. Он же говорит о том, что в фильме «Мир Бальнибарби представляет собой криптограмму без ключа, наполненную образами, людьми и действиями, напоминающими символы, несмотря на отказ Юрачека раскрыть, что именно они символизируют»:60.
Комментируя мир, показанный в фильме, Никита Поршукевич отмечает, что «Юрачек конструирует свой мир, далекий от свифтовского и такой близкий ему. „Дело для начинающего палача“ становится спором с коммунистическим наследием, избавиться от которого проблематично».